# Liste von Sakralbauten in Zweibrücken
Die Liste von Sakralbauten in Zweibrücken listet nach Konfessionen unterteilt die Kirchengebäude sowie sonstige Sakralbauten in der westpfälzischen Stadt Zweibrücken auf.

## Evangelisch-landeskirchliche Kirchen (Protestantische Landeskirche der Pfalz)
| Bild | Inneres | Name                       | Stadtteil / Lage                 | Bauzeit      | Anmerkungen / Baustil                                                                        |
| ---- | ------- | -------------------------- | -------------------------------- | ------------ | -------------------------------------------------------------------------------------------- |
|      |         | Alexanderskirche           | Zweibrücken (Standort)           | 1493         | Gotische Hallenkirche; Nach dem Zweiten Weltkrieg wiederaufgebaut. Älteste Kirche der Stadt. |
|      |         | Karlskirche                | Zweibrücken (Standort)           | ~ 1710/ 1964 | Barocke Saalkirche; nach dem Zweiten Weltkrieg wiederaufgebaut.                              |
|      |         | Versöhnungskirche          | Zweibrücken (Standort)           | ~ 1980       | Zeltförmiges Kirchengebäude                                                                  |
|      |         | Christuskirche             | Ernstweiler (Standort)           | ~ 1950       | Romanischer Chorturm aus dem 13. Jahrhundert.                                                |
|      |         | Friedenskirche             | Ixheim (Standort)                | 1956         |                                                                                              |
|      |         | Protestantische Kirche     | Mittelbach-Hengstbach (Standort) | 1954         |                                                                                              |
|      |         | Dreifaltigkeitskirche      | Mörsbach (Standort)              | 1988         |                                                                                              |
|      |         | Zwinglikirche              | Niederauerbach (Standort)        | 1756         | Barocke Saalkirche                                                                           |
|      |         | Dietrich-Bonhoeffer-Kirche | Oberauerbach (Standort)          | 1954         |                                                                                              |
|      |         | Matthäuskirche             | Rimschweiler (Standort)          | 1956         |                                                                                              |
|      |         | Protestantische Kirche     | Wattweiler (Standort)            | ~ 1930       |                                                                                              |

## Römisch-katholische Kirchen und Kapellen
| Bild | Inneres | Name                       | Stadtteil / Lage        | Bauzeit | Anmerkungen / Baustil                                                                                       |
| ---- | ------- | -------------------------- | ----------------------- | ------- | --- |
|      |         | Heilig Kreuz               | Zweibrücken (Standort)  | 1950    | Wiederaufbau der fast vollständig zerstörten Stadtpfarrkirche nach dem Zweiten Weltkrieg nach neuen Plänen. |
|      |         | St. Pirmin                 | Bubenhausen (Standort)  | 1966    | |
|      |         | St. Peter                  | Ixheim (Standort)       | 1933    | |
|      |         | St. Johannes Maria Vianney | Rimschweiler (Standort) | 1956    | |

## Weitere Kirchengebäude
| Bild | Inneres | Name                              | Konfession | Stadtteil / Lage       | Bauzeit | Anmerkungen |
| ---- | ------- | --------------------------------- | ---------- | ---------------------- | ------- | ----------- |
|      |         | Evangelisch-Methodistische Kirche | ev.-meth.  | Zweibrücken (Standort) |         |             |
|      |         | Neuapostolische Kirche            | neuap.     | Zweibrücken (Standort) |         |             |

## Judentum
| Bild | Name                 | Beschreibung                                                     |
| ---- | -------------------- | ---------------------------------------------------------------- |
|      | Synagoge Zweibrücken | erbaut 1877 bis 1879, während der Novemberpogrome 1938 zerstört. |